# Друге покоління ігрових систем
Друге покоління ігрових консолей - почалося в 1976 році з випуску консолі Fairchild Channel F. Цей період припадає на золоту добу аркадних відеоігор, епохи популярності та інновацій для індустрії.
На ранньому етапі було випущено кілька консолей, оскільки різні компанії вирішили вийти на ринок, пізніші консолі були прямою відповіддю на попередні. Atari 2600 була домінуючою консоллю другого покоління, та мала конкурентів, таких як Intellivision, Odyssey² та ColecoVision, що володіли частиною ринку.
Друге покоління має змішану спадщину, через кризу відеоігрової індустрії у 1983 році. Випуск Atari 2600 було припинено 1 січня 1992 року, тоді закінчилося друге покоління. Тривалість між початком 2-го покоління в 1976 році і початком 3-го покоління в 1983 році становила сім років. Завдяки тривалій популярності Atari 2600, яка була доступна з 1977 по 1992 рік, друге покоління є найдовшим поколінням в історії.
Деякі особливості, які відрізняли консолі другого покоління від консолей першого покоління:
- Ігри засновані на мікропроцесорній логіці.
- АІ моделювання комп'ютерних опонентів, що дозволяє грати одному.
- ROM картриджі для зберігання ігор, що дозволяє відтворювати будь-яку кількість різних ігор на одній консолі.
- Ігрові поля, здатні охоплювати декілька областей, що переводяться на екрані.
- Блочні та спрощені спрайти, з роздільною здатністю екрану близько 160 × 192 пікселів.
- Початкова кольорова графіка, як правило, між двокольоровими (1-бітними) та 16-кольоровими (4-бітними).
- Підтримка до трьох каналів аудіо.
- Недостатньо функцій консолей третього покоління, таких як ігрові поля на основі прокрутки.

## Історія

### Ранні 8-бітні консолі (1976-1988)

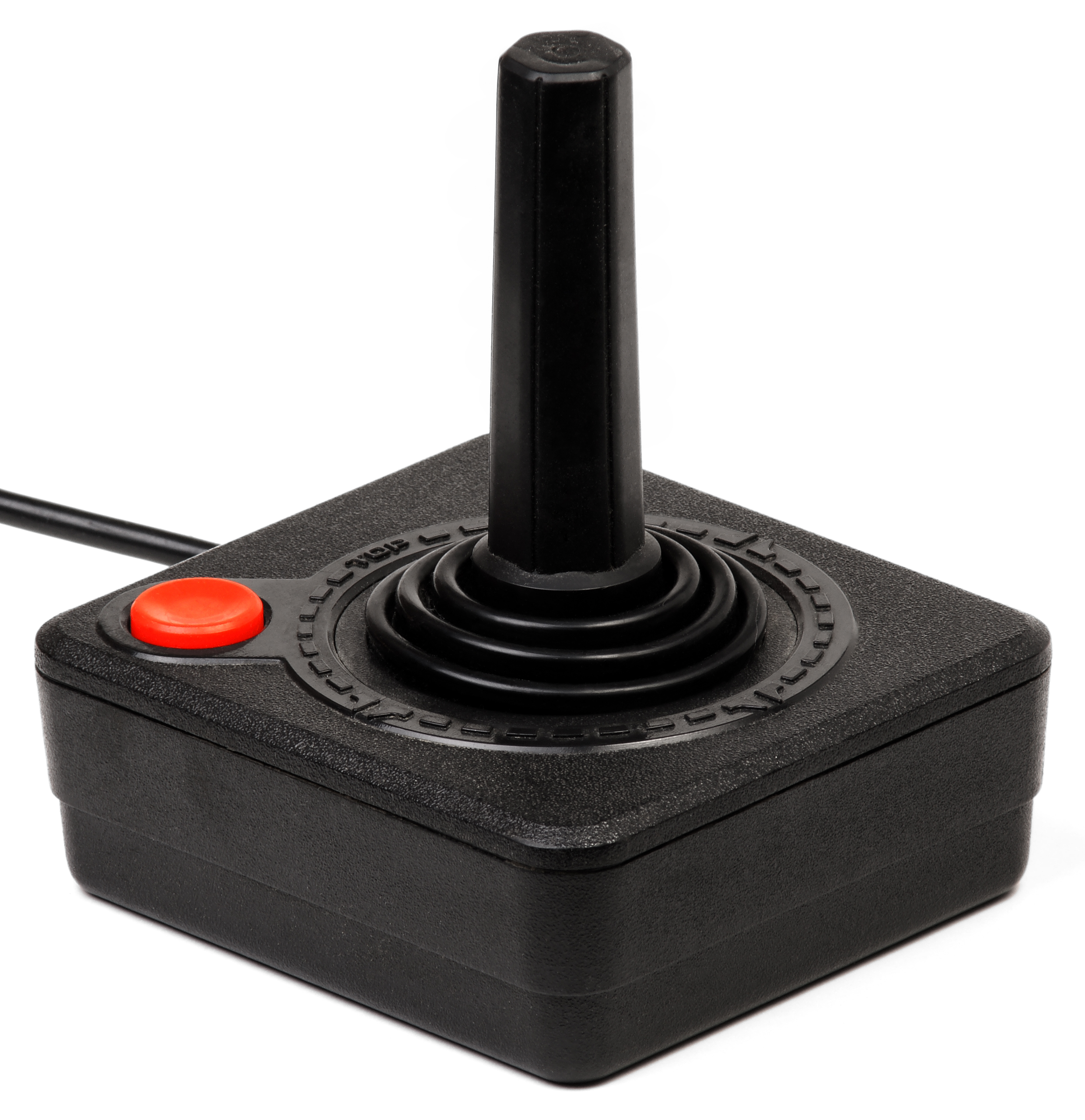
Контролер-джойстик Atari 2600

Перша консоль - Magnavox Odyssey, використовує знімні картриджі, які є простими перемичками, розміщеними в картриджах, які активують ігри вже підключені до консолі. Цей метод незабаром був змінений під час переходу на консолі типу Pong, де логіка для однієї чи кількох ігор була закодована в мікрочипи, використовуючи дискретну логіку, додаткових ігор не можна було додати. До середини 1970-х років картриджі повернулися з переходом на консолі на базі процесора. З іграми, що складаються з мікропроцесорного коду, ці ігри були записані на мікросхеми ПЗУ, встановлені всередині пластмасових картриджів, які можуть бути підключені до слотів на консолі. Коли картриджі були підключені, мікропроцесори загального призначення в консолях читали пам'ять картриджа та запускали там будь-яку програму. Замість того, щоб обмежуватись невеликим вибором ігор, включених у саму консоль, споживачі тепер могли збирати бібліотеки ігрових картриджів.
Fairchild VES - перша в світі відеоігрова консоль на базі процесора, що представляє формат зберігання ігрових кодів на основі картриджів. Вона була випущена компанією Fairchild Semiconductor в листопаді 1976 року. Коли Atari випустила свій VCS наступного року, Fairchild швидко перейменували свою систему на Fairchild Channel F.
RCA Studio II - це відеоігрова консоль, випущена RCA, яка дебютувала в січні 1977 року. Графіка ігор Studio II була чорно-білою і нагадувала пізніші консолі Pong та її клони. Studio II також не мала джойстиків або подібних ігрових контролерів, а замість цього використовувала двадцять клавіш, які були вбудовані в саму консоль. Консоль здатна відтворювати прості звукові сигнали з невеликими змінами в тоні та довжині.
У 1977 році Atari випустила свою консоль на базі процесора під назвою Video Computer System (VCS), пізніше названа Atari 2600. Дев'ять ігор були розроблені та випущені до різдва. Вона швидко стала найпопулярнішою з ранніх консолей.
Bally Astrocade спочатку називалася комп'ютером Bally Home Library, і була випущена в 1977 році, але була доступна лише за допомогою поштового замовлення. Затримки у виробництві означали, що жодна консоль фактично не була доставлена до 1978 року; до цього часу система була перейменована в Bally Professional Arcade. У такому вигляді вона продавалася в основному в комп'ютерних магазинах. У 1979 році компанія Bally втратила цікавість до ігрового ринку і вирішила продати свій відділ споживчих товарів, включаючи розробку та випуск ігрової консолі. У 1980 році вони знову випустили пристрій за допомогою безкоштовного картриджа BASIC; ця система була відома як комп'ютерна система Bally, але була перенесена на Astrocade в 1982 році. Вона продавалася під цим ім'ям до кризи відеоігор у 1983 році, а потім зникла в 1984 році.
У 1978 році Magnavox випустила консоль на базі мікропроцесора - Odyssey² у Сполучених Штатах та Канаді. Philips Electronics випустила цю ж ігрову консоль як Philips G7000 для європейського ринку. Хоча Odyssey² не стала такою ж популярною як консоль Atari, їй вдалося продати кілька мільйонів одиниць до 1983 року. До цього Philips також розробила більш потужне сімейство консолей Intercon VC 4000.
У 1979 році була створена Activision, незадоволеними колишніми працівниками Atari. Це був перший  сторонній розробник відеоігор. У наступні роки, багато нових розробників будуть слідувати їхньому прикладу.
Наступною важливою системою стала Intellivision, представлена компанією Mattel для тестування ринку у 1979 році та на національному рівні в 1980 році. Консоль Intellivision містить 16-розрядний процесор з 16-бітними регістрами та 16-бітна система ОЗП. Проте програми зберігалися на 10-бітному ПЗУ. Вона також мала передовий звуковий чип, який може відтворювати три різні звукові канали. Початкове виробництво системи було продано незабаром після його національного запуску в 1980 році. 
Intellivision була першою системою, яка створювала серйозну загрозу домінуванню Atari на ринку. Серія телевізійних реклам за участю Джорджа Плімптона продемонструвала перевагу графіки та звуку Intellivision над Atari 2600. Тим не менше, Atari володіла ексклюзивними правами на більшість популярних аркадних ігор, і використовувала цей ключовий сегмент для підтримки своїх старих апаратних засобів на ринку. Ця перевага в іграх та різниця у ціні між системами означали, що кожен рік Atari продавала більше одиниць, ніж Intellivision, продовжуючи своє лідерство, незважаючи на слабшу графіку. Ця потреба в ціновому паритеті вплинула на кожну консольну війну з того часу.
У 1982 році було представлено чотири нових консолі: Emerson Arcadia 2001, Vectrex, ColecoVision та Atari 5200. Vectrex була унікальною серед домашніх систем того часу, вона мала векторну графіку та власний автономний дисплей. Emerson Arcadia 2001 і ColecoVision були ще більш потужними машинами.
На популярність ранніх консолей сильно вплинули порти аркадних ігор. Atari 2600 була першою з Space Invaders, а ColecoVision містила Donkey Kong від Nintendo.
Ранні картриджі були 2 КБ ROM для Atari 2600 і 4 КБ для Intellivision. Ця місткість неухильно зростала з 1978 року по 1983 рік. До 16 Кб для Atari 5200, 24 Кб для Intellivision, 32 КБ для ColecoVision. Перемикання банків - це техніка, яка дозволила двом різним частинам програми використовувати однакові адреси пам'яті, щоб більші картриджі могли працювати. Atari 2600 отримали до 32 Кб (Final Run) через перемикання банків. На відміну від цього, деякі члени серії Arcadia (наприклад, Palladium Video-Computer-Game) підтримували до 31 Кб без необхідності перемикання на банки. У ігрових консолях були високі ціни на ОЗП, особливо в ранній період другого покоління,через що обмежували оперативну пам'ять систем до невеликої кількості, часто менш ніж 1 Кб. Незважаючи на те, що граничні розміри картриджів постійно зростали, межа ОЗП була частиною самої консолі, і всі ігри повинні працювати в межах своїх обмежень. У випадку особливо обмеженої Atari 2600, яка містила лише 128 байт оперативної пам'яті, доступних в консолі, в кількох пізніх гральних картриджах містився спеціальний комбінований об'єм RAM / ROM, таким чином додавалося ще 256 байт оперативної пам'яті всередині самого картриджа.
До 1982 року з'явилося занадто багато консолей, великі ігрові релізи та низькоякісні ігри від нових сторонніх розробників, менш добре підготовлених, ніж Activision, що переповнило можливості магазинів ігор. Частково завдяки цьому надлишку, галузь відеоігор зазнала кризи, починаючи з грудня 1982 року і  протягом всього 1984 року. В 1984 році майже не було випущено нових ігор.

## Домашні системи

### Порівняння
| Назва               | Fairchild Channel F | Atari 2600 | Bally Astrocade                                                                              | Magnavox Odyssey² | Intellivision |
| ------------------- | --- | --- | -------------------------------------------------------------------------------------------- | --- | --- |
| Виробник            | Fairchild Semiconductor | Atari | Bally Technologies                                                                           | Magnavox | Mattel |
| Зображення          | | |                                                                                              | | |
| Стартова ціна       | US$169.95 (еквівалент $731.00 в 2018 році)                                                                                          | US$200 (еквівалент $808.00 в 2018 році) | US$299 (еквівалент 1210 доларів у 2018 році)                                                 | US$200 (еквівалент $750,00 в 2018 році) | US$299 (еквівалент $888,00 в 2018 році) |
| Дата випуску        | США: листопад 1976 | США: вересень 1977 ЄС: 1978 рік JP: травень 1983 | США: жовтень 1977                                                                            | США: 1978 ЄС: грудень 1978 JP: 1982 BRZ: 1983 | США: Тест в 1979. Офіційний реліз у 1980 році ЄС: 1982 JP: 1982 |
| Носій               | Картридж | Картридж та касета (доступна за допомогою спеціального стороннього прикріплення) | Картридж та касета/флоппі, доступна з блоком ZGRASS                                          | Картридж | Картридж |
| Найпопулярніша гра  | Videocart-17: Pinball Challenge | Pac-Man, 7 мільйонів | N/A                                                                                          | N/A | Las Vegas Poker & Blackjack 1.93 мільйона Major League Baseball 1.08 мільйона |
| Зворотна сумісність | N/A | N/A | N/A                                                                                          | Немає | Ігри Atari 2600 за допомогою системного модуля |
| Аксесуари           | N/A | - Driving controller - Keypad - Game Brain - Starpath Supercharger - GameLine | - ZGRASS unit                                                                                | - The Voice - Chess Module | - Keyboard Component (відмінено) - PlayCable - Intellivoice - Entertainment Computer System - Music Synthesizer keyboard                                                                                  |
| CPU                 | Fairchild F8 1.79 MHz (PAL 2.00 MHz)                                                                                                | MOS Technology 6507 1.19 MHz | Zilog Z80 1.789 MHz                                                                          | Intel 8048 8-bit microcontroller 1.79 MHz | General Instrument CP1610 894.886 kHz |
| Пам'ять             | 64 байтова основна RAM 2 kB Відео RAM (2×128×64 bits)                                                                               | 128 bytes RAM within MOS Technology RIOT chip (додаткова оперативна пам'ять може бути включена в гру) | 4k RAM (до 64k з зовнішніми модулями в порті розширення)                                     | CPU-internal RAM: 64 bytes Аудіо/Відео RAM: 128 bytes | 1,456 bytes RAM, 64k directly addressable |
| Відео               | - Роздільна здатність дисплея: 102×58 до 128×64 пікселів видимих (128×64 framebuffer) - Colors: 8 colors, maximum of 4 per scanline | - Роздільна здатність дисплея: 160×192 - 2 sprites, 2 missiles, and 1 ball per scanline (sprites can be used multiple times through HMOVE command) - 2 background colors and 2 sprite colors (1 color per sprite) per scanline - Palette of 128 colors (NTSC) or 104 colors (PAL) | - Resolution: True 160×102 / Basic 160×88 / Expanded RAM 320×204 - Colors: True 8* / Basic 2 | - 160×200 resolution (NTSC) - 16-color fixed palette; sprites use 8 colors - 4 8×8 single-color user-defined sprites - 12 8×8 single-color characters; 64 shapes built into ROM BIOS; - 4 quad characters; - 9×8 background grid; dots, lines, or blocks | - 159x96 pixels background resolution, 20x12 tiles (8x8 pixels) - smooth multi-directional hardware scrolling - 16 color palette, all of which can be on the screen at once - 8 sprites, 8x16 half-pixels |
| Аудіо               | Mono Аудіо with: - 500 Hz, 1 kHz, and 1.5 kHz tones (can be modulated quickly to produce different tones)                           | Mono Аудіо with: - two channel sound - 5-bit frequency divider and 4-bit Аудіо control register - 4-bit volume control register per channel | Mono Аудіо with: - 3 voices - noise/vibrato effect                                           | Mono Аудіо with: - 24-bit shift register, clockable at 2 frequencies - noise generator | Mono Аудіо with: - General Instrument AY-3-8914 - three channel sound - one noise generator |

| Назва               | Emerson Arcadia 2001                                                | ColecoVision | Atari 5200 | Vectrex                                              |
| ------------------- | ------------------------------------------------------------------- | --- | --- | ---------------------------------------------------- |
| Виробник            | Emerson Radio Corporation                                           | Coleco | Atari | General Consumer Electric and Milton Bradley         |
| Зображення          |                                                                     | | |                                                      |
| Стартова ціна       | N/A                                                                 | US$199 (еквівалент $505.00 в 2018 році) | US$270 (еквівалент $685.00 в 2018 році) | US$199 (еквівалент $505.00 в 2018 році)              |
| Дата випуску        | США: 1982                                                           | США: серпень 1982 ЄС: 1982 | США: листопад 1982 | США: листопад 1982 ЄС: травень 1983 JP: червень 1983 |
| Носій               | Картридж                                                            | Картридж та касета, доступна з розширенням №3 | Картридж | Картридж                                             |
| Найпопулярніша гра  | N/A                                                                 | Donkey Kong (вбудовано в консоль) | N/A | N/A                                                  |
| Зворотна сумісність | N/A                                                                 | Сумісний із Atari 2600 через розширення №1 | Ігри Atari 2600 через картридж-адаптер | N/A                                                  |
| Аксесуари           | N/A                                                                 | - Expansion #1 - Expansion #2 - Expansion #3 - Roller Controller - Super Action Controller Set                                                                 | - Trak-Ball Controller - Atari 2600 adaptor | - 3-D Imager - Light Pen                             |
| CPU                 | Signetics 2650 CPU 3.58 MHz                                         | Zilog Z80A 3.58 MHz | Custom MOS 6502C 1.79 MHz | Motorola 68A09 1.5 MHz                               |
| Пам'ять             | 512 bytes RAM                                                       | 1 kB main RAM 16 kB Відео RAM | 16 kB main DRAM | 1 kB main RAM                                        |
| Відео               | - 128x208 / 128×104 - 8 Colours                                     | - 256×192 resolution - 16 colors on screen (1 color per sprite) - 32 sprites (4 per scanline), 8×8 or 8×16 pixels, integer zoom - Tilemap playfield, 8×8 tiles | - Resolution: 80×192 (16 color), 160×192 (4 color), 320×192 (2 color) - 2 to 16 (out of 256) on-screen colors, up to 256 (16 hues, 16 luma) on screen (16 per scanline) with display list interrupts - 14 graphics modes (6 tilemap, 8 bitmap) - 8 single-color sprites, full height of display; 1/2/4x width scaling - Smooth scrolling (vertical and horizontal) | Built in vector CRT                                  |
| Аудіо               | Mono Аудіо with: - Single Channel "Beeper" - Single Channel "Noise" | Mono Аудіо with: - 3 tone generators - 1 noise generator | Mono Аудіо with: - 4-channel sound | Mono (built in speaker)                              |

### Інші консолі

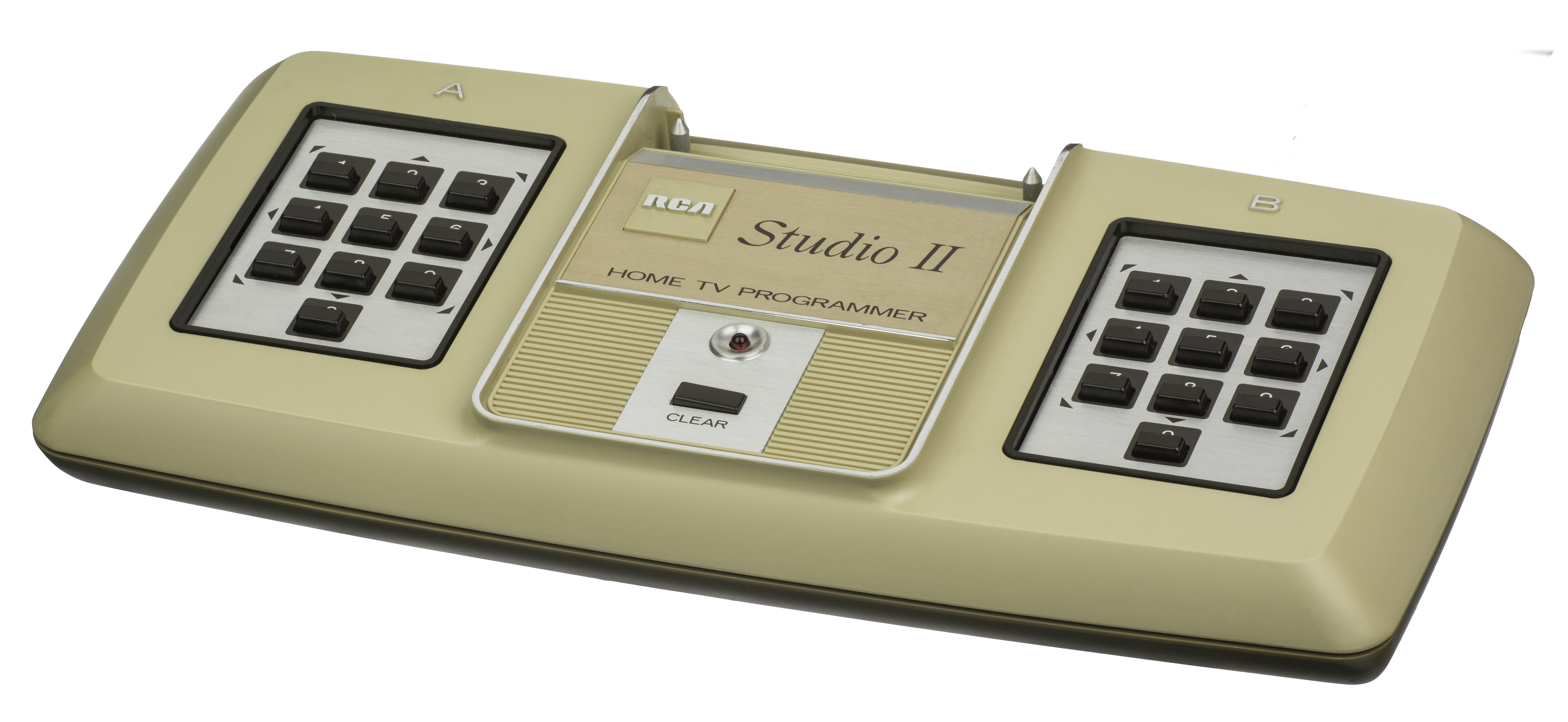
RCA Studio II Випущена в 1977
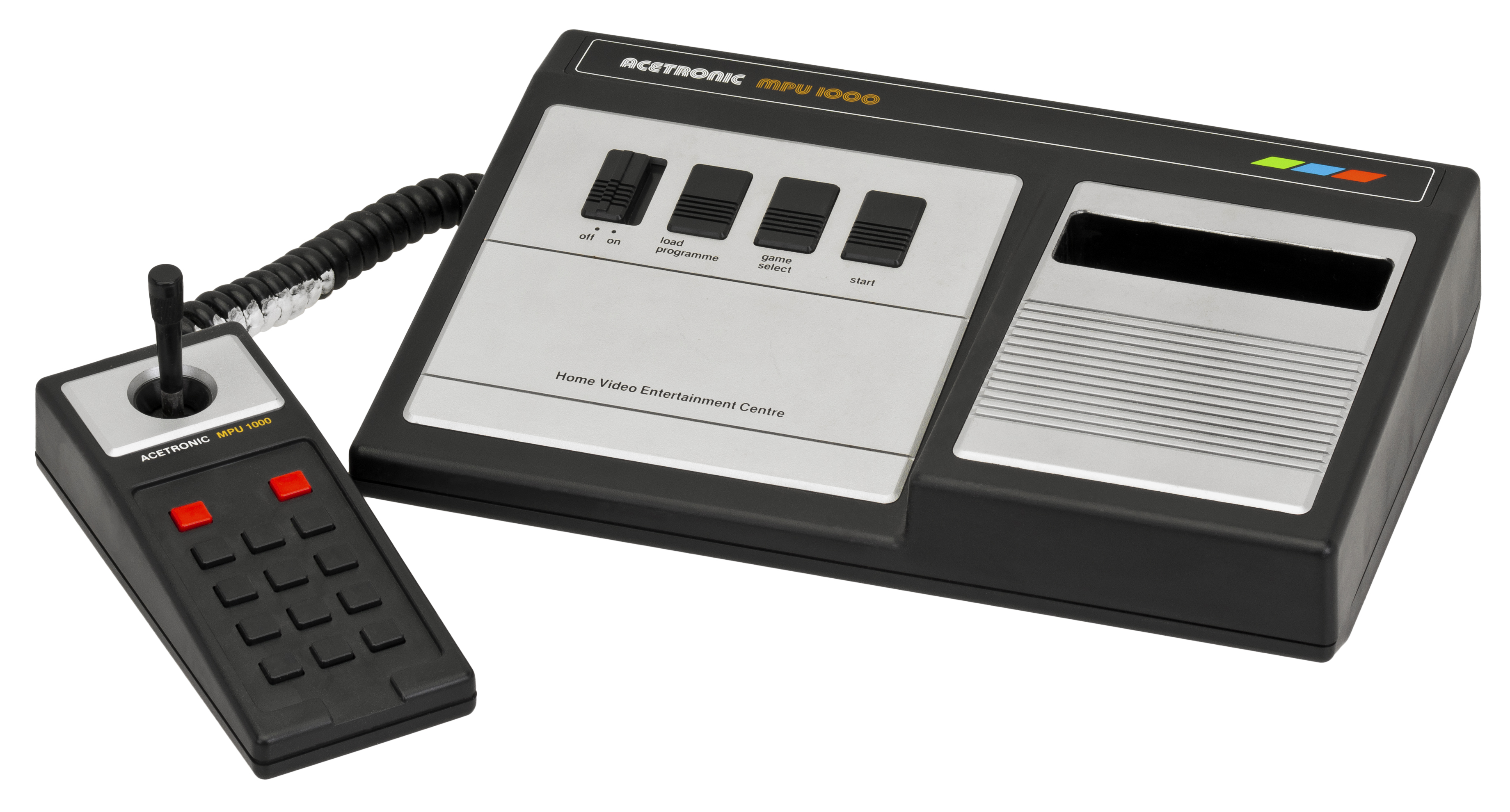
1292 Advanced Programmable Video System Випущена в 1978
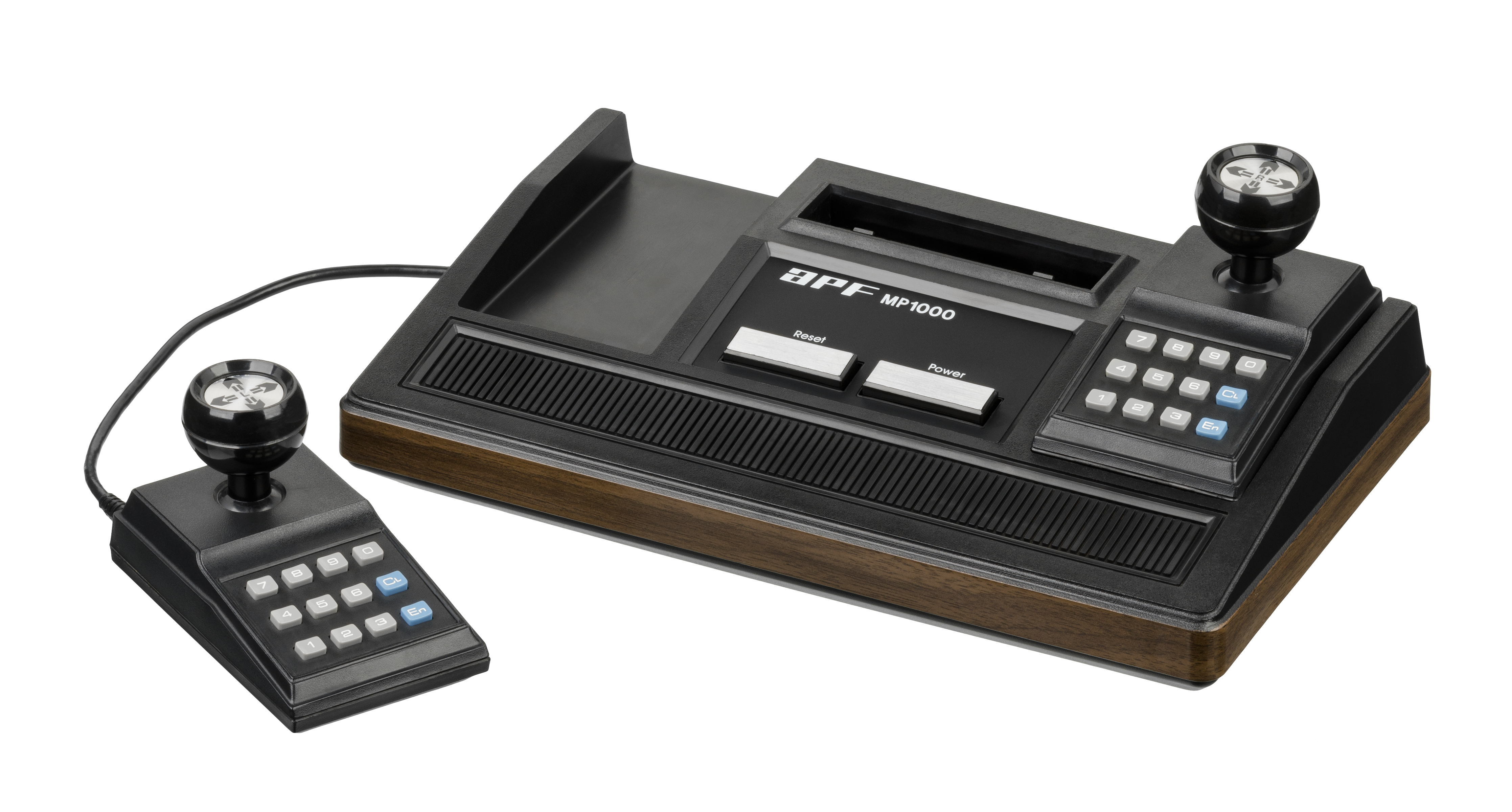
APF-MP1000 Випущена в 1978
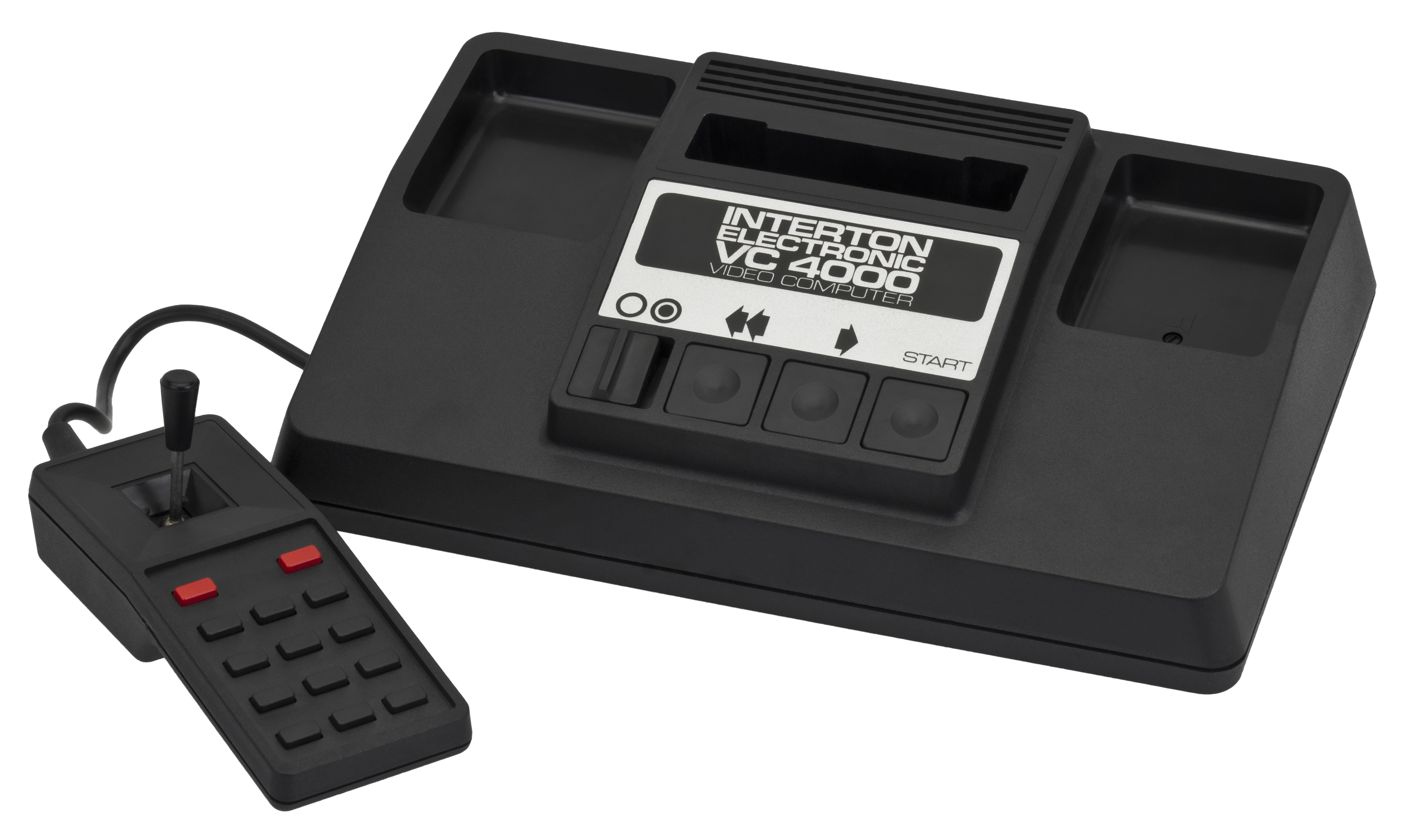
VC 4000 Випущена в 1978
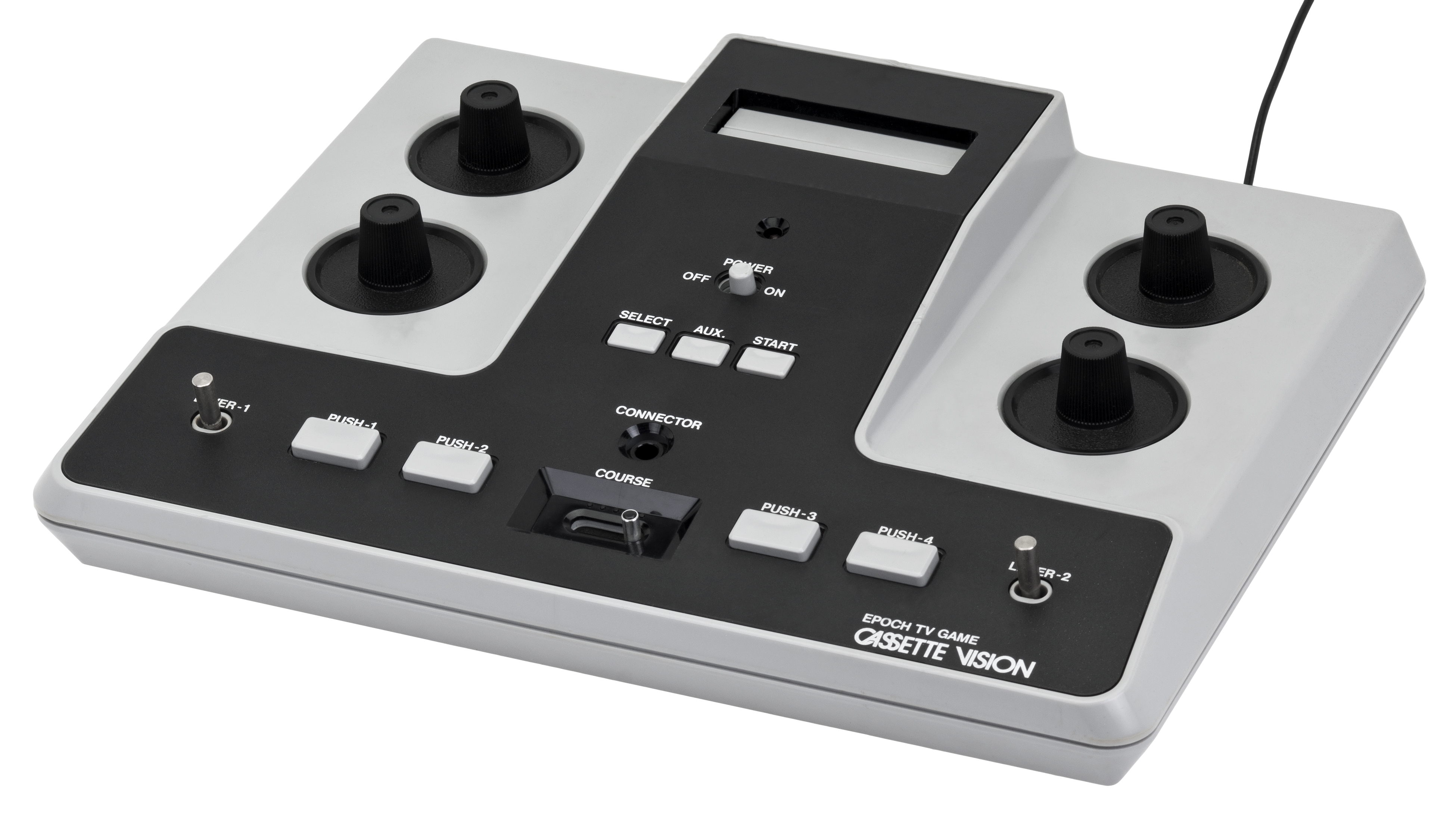
Epoch Cassette Vision Випущена в 1981
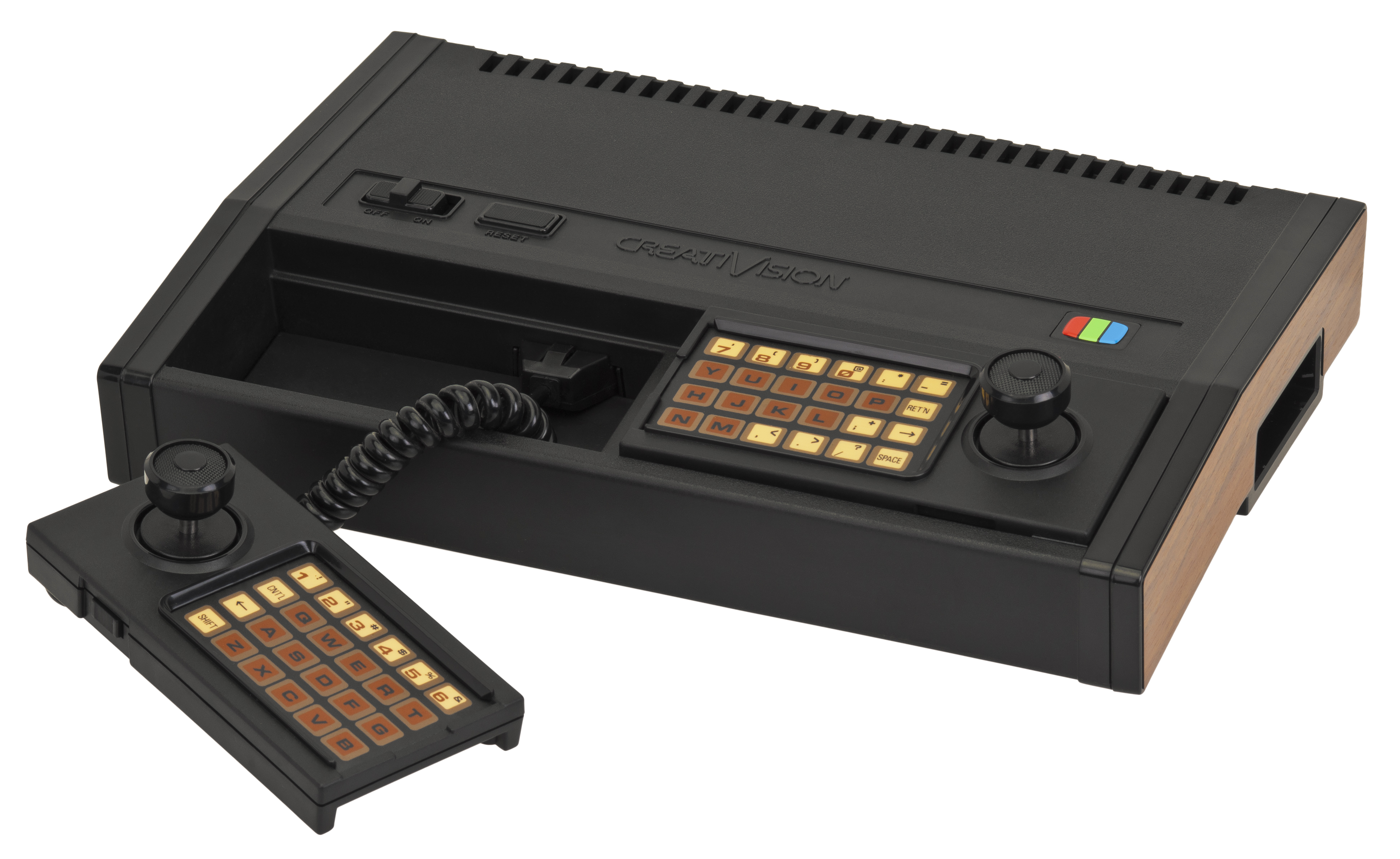
VTech CreatiVision Випущена в 1981

## Портативні системи
Першою портативною ігровою консоллю зі змінними картриджами була Microvision, розроблена компанією Smith Engineering, яка була продана Milton-Bradley в 1979 році. Два роки по тому виробництво припинили, через невеликий тендітний РК-дисплей та дуже малий вибір ігор.
Консоль Epoch Game Pocket Computer вийшла у Японії в 1984 році. Система Pocket Computer оснащена РК-екраном із роздільною здатністю 75 X 64 і може забезпечувати графіку приблизно на тому ж рівні, що і Atari 2600. Система погано продавалася, і в результаті було зроблено лише 5 ігор.

### Список портативних систем

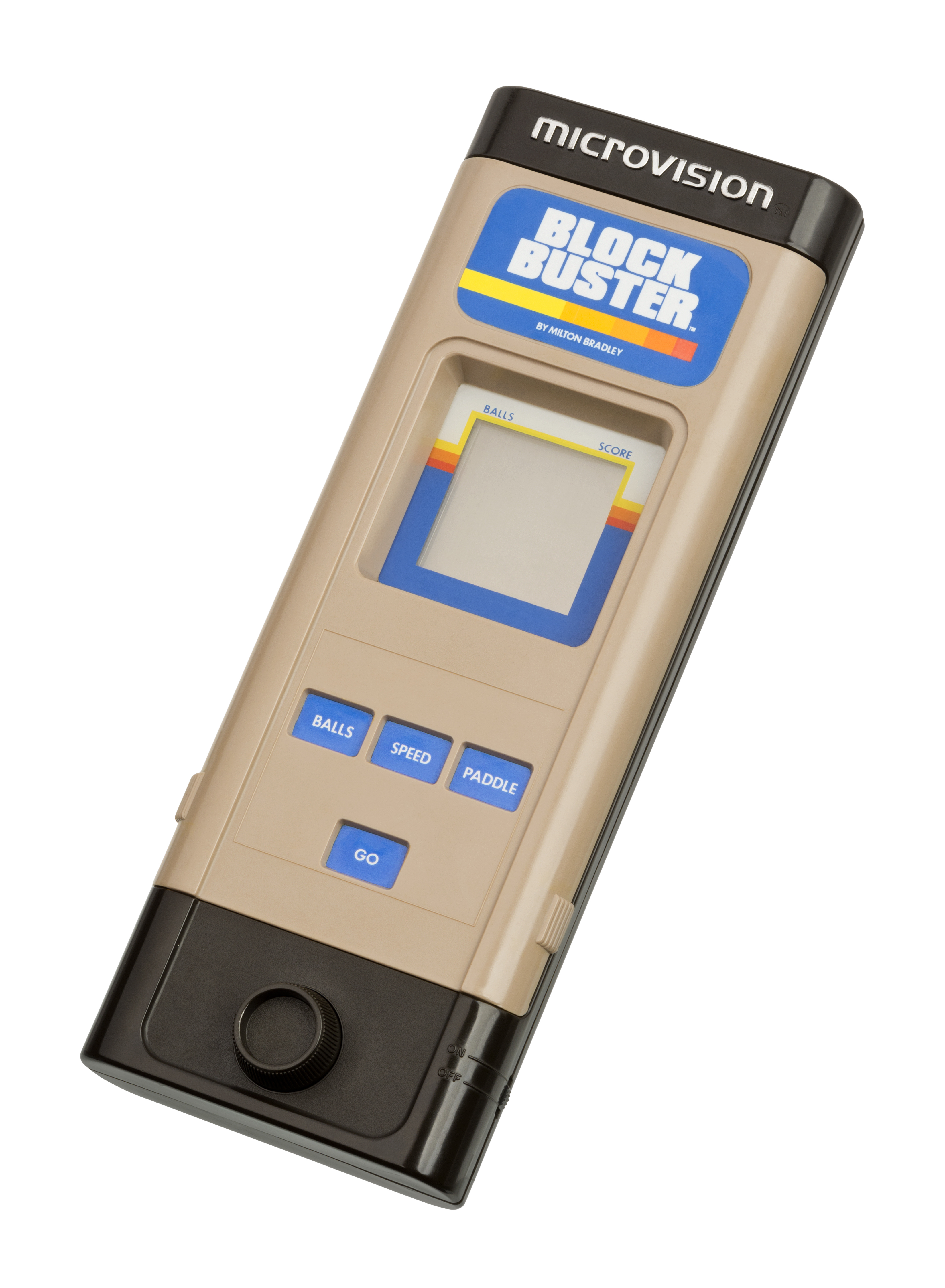
Milton Bradley Microvision (Вийшла в 1979)
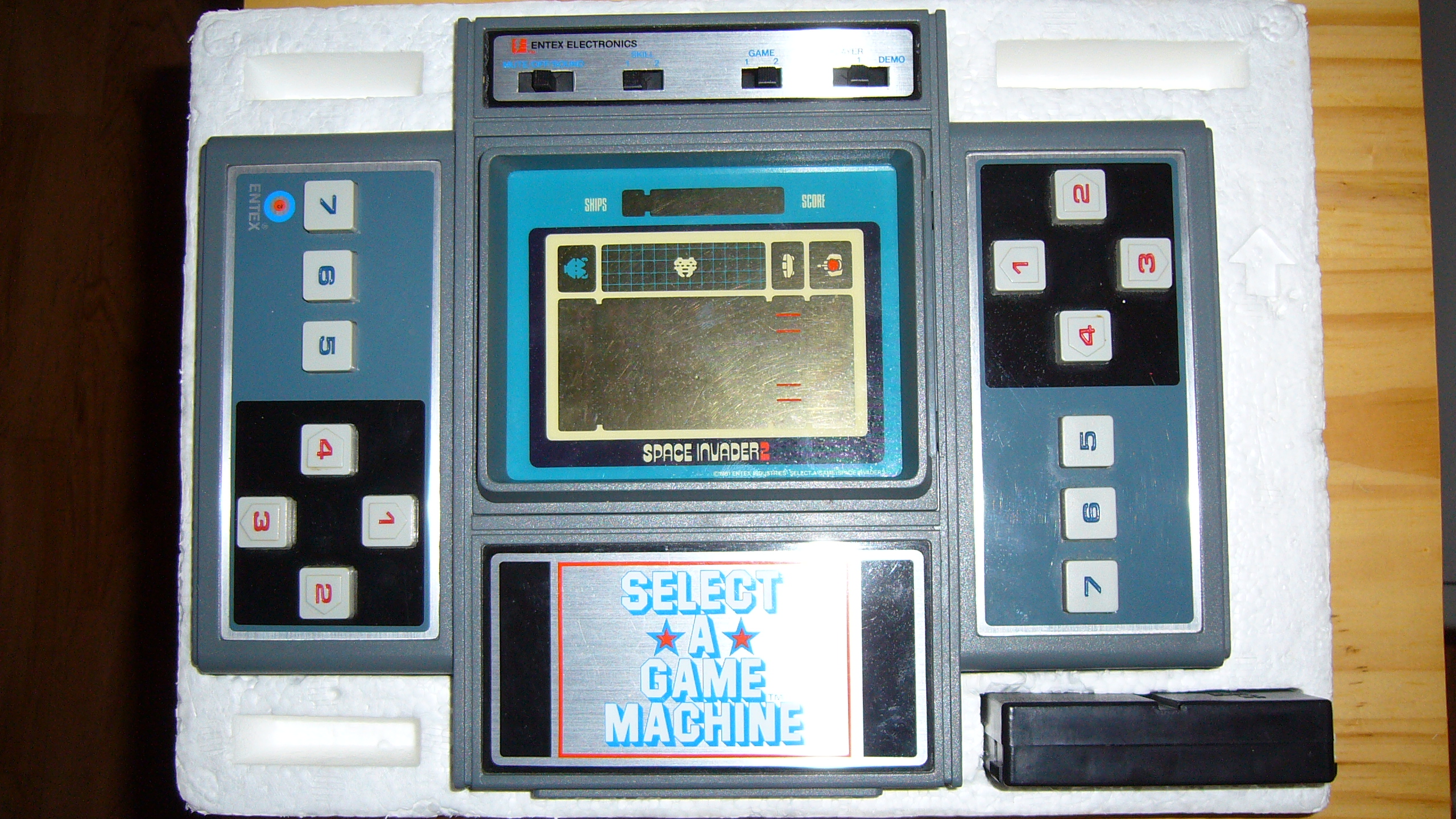
Entex Select-A-Game (Вийшла в 1981)
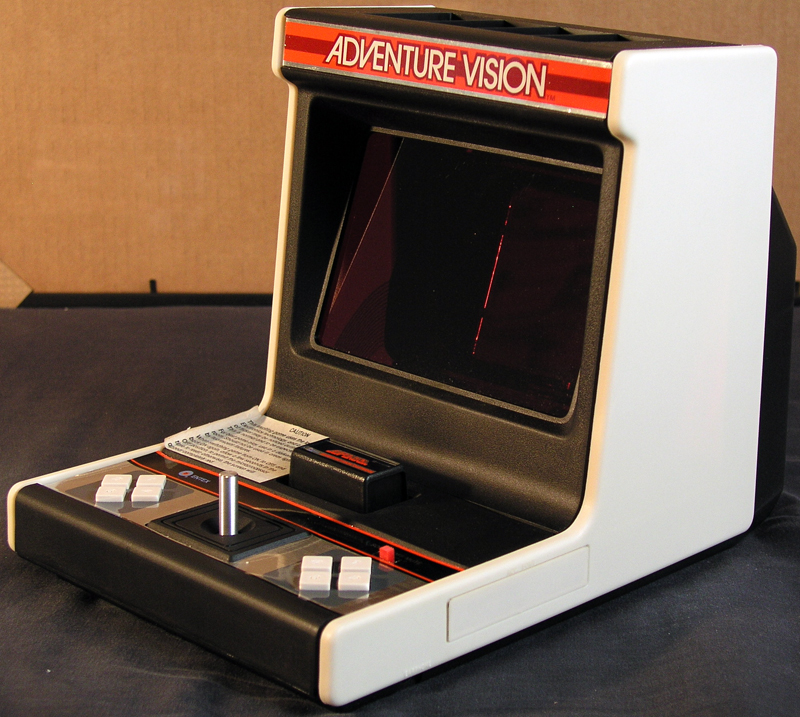
Entex Adventure Vision (Вийшла в 1982)
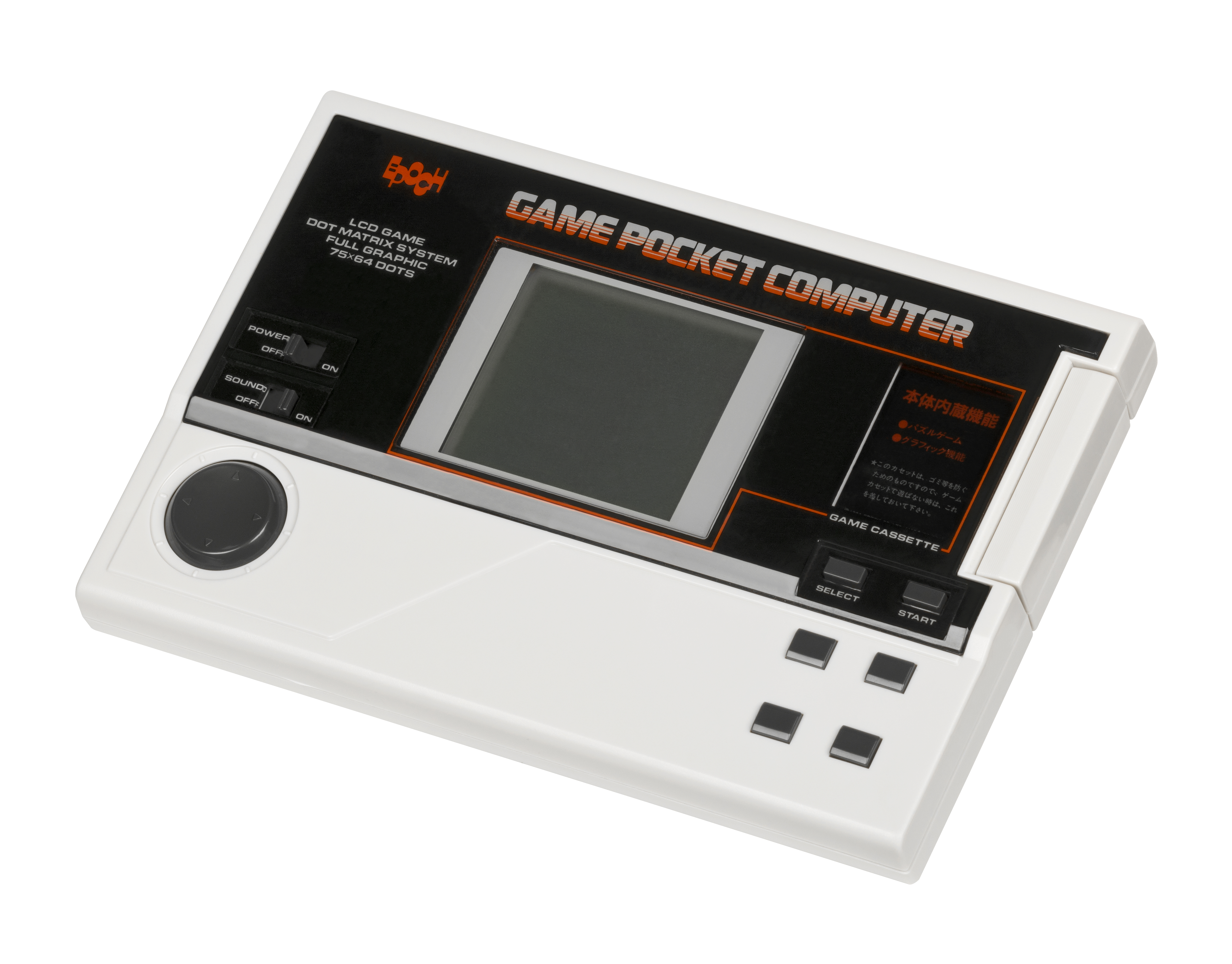
Epoch Game Pocket Computer (Вийшла в 1984)
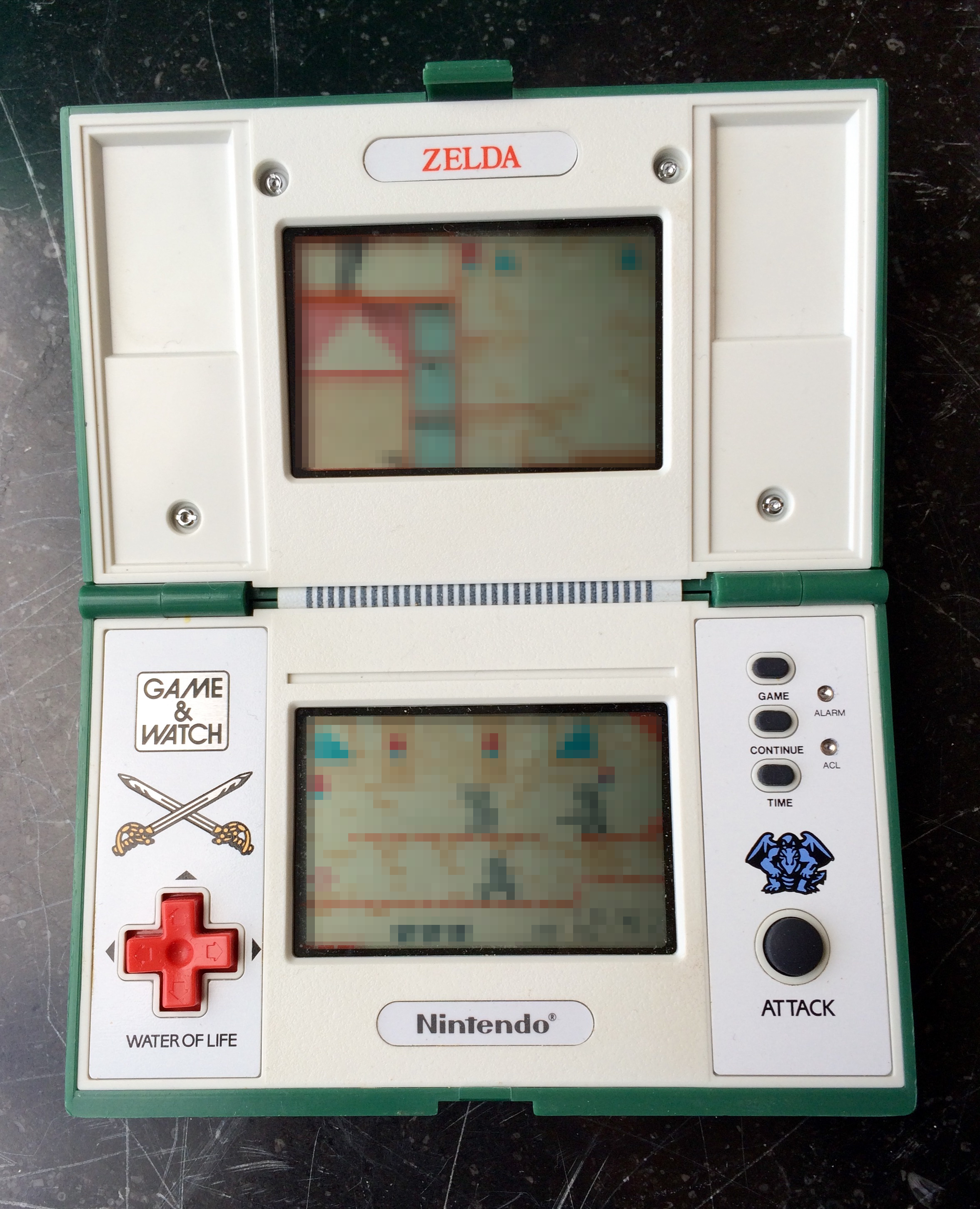
Game & Watch (Вийшла в 1980)

## Продажі
Найпопулярніша консоль другого покоління - Atari 2600 продалася тиражем 30 мільйонів копій. До 1990 року Intellivision продало 3 мільйони одиниць, що на 1 мільйон більше, ніж продажі Odyssey2, а загальний обсяг продажів ColecoVision склав 2 мільйони одиниць до квітня 1984 року, що у вісім разів більше кількості покупок Fairchild Channel F протягом одного року, що становило 250 000 одиниць.

## Найважливіші ігри
Atari VCS / 2600
- Adventure
- Asteroids
- Combat
- Demon Attack
- Missile Command
- Pitfall!
- Pitfall II: Lost Caverns
- River Raid
- Space Invaders
- Star Wars: The Empire Strikes Back

Intellivision
- Advanced Dungeons and Dragons: Cloudy Mountain
- Baseball
- BurgerTime
- Microsurgeon
- Utopia

ColecoVision
- Donkey Kong
- Zaxxon